# Bodianus trilineatus
Bodianus trilineatus là một loài cá biển thuộc chi Bodianus trong họ Cá bàng chài. Loài này được mô tả lần đầu tiên vào năm 1934.

## Từ nguyên
Từ định danh của loài được ghép bởi hai từ trong tiếng Latinh: tri ("ba") và lineatus ("có sọc"), hàm ý đề cập đến ba dải sọc trên cùng có các vạch màu đen đè lên trên ở cá cái.

## Phạm vi phân bố và môi trường sống
B. trilineatus có phạm vi phân bố giới hạn ở Tây Ấn Độ Dương. Loài này chỉ được ghi nhận vịnh Aden, bờ biển Somalia, Mozambique và Nam Phi. B. trilineatus được quan sát và thu thập ở độ sâu khoảng từ 50 đến 82 m.
Những cá thể trước đây được cho là B. trilineatus hay Bodianus leucosticticus ở ngoài khơi Eilat (Israel) đã được xác định là Bodianus rubrisos. Ngoài ra còn một ghi nhận về sự xuất hiện của L. luteopunctatus (được mô tả dựa trên cá thể đực của B. trilineatus) ở phía tây nam Madagascar.

## Mô tả
B. trilineatus có chiều dài cơ thể tối đa được ghi nhận là 28 cm. Cá cái trưởng thành có màu đỏ hồng, bụng màu trắng phớt vàng. Thân có năm đường sọc ngang màu đỏ; ba đường sọc trên cùng có các vạch đen đè lên trên. Vây lưng và đuôi đỏ hồng; các vây còn lại màu trắng. Cá đực có màu đỏ gần như toàn bộ cơ thể, không còn các vạch đen như cá cái và các đường sọc có màu đỏ sẫm hơn. Cá con có kiểu màu tương tự cá cái, nhưng vây lưng trong suốt và có đốm đen ở giữa.
Đốm đen ở gốc vây ngực của B. trilineatus nhỏ và kém nổi bật hơn so với Bodianus leucosticticus và Bodianus paraleucosticticus. Vây đuôi của B. trilineatus bo tròn hơn so với những loài trong phân chi Peneverreo.
Số gai ở vây lưng: 12; Số tia vây ở vây lưng: 10; Số gai ở vây hậu môn: 3; Số tia vây ở vây hậu môn: 12; Số tia vây ở vây ngực: 15–16.

### Trích dẫn
- Martin F. Gomon (2006). “A revision of the labrid fish genus Bodianus with descriptions of eight new species” (PDF). Records of the Australian Museum, Supplement. 30: 1–133. ISSN 0812-7387.